# Festival del Arroz con Leche
El Festival del Arroz con Leche es un evento gastronómico que se celebra en el concejo de Cabranes, en Asturias (España), coincidiendo con la fiesta local de San Francisco de Paula. Se comenzó a celebrar en el año 1980, 
En el transcurso del Festival, durante la mañana del domingo, la Cofradía del Arroz con Leche otorga el título de Gran Maestre del Arroz con Leche, a aquella persona, que por su edad, acumule mayor número de premios logrados en ediciones anteriores y el Ayuntamiento de Cabranes hace un reconocimiento a los abuelos del concejo, distinguiendo a las personas de mayor edad. 
Durante toda la mañana del domingo se puede degustar arroz con leche de Cabranes y tiene lugar el Mercáu Tradicional de Artesanía y Productos Agroalimentarios. 
La celebración incluye la procesión de la imagen del Santo, el reparto y venta de raciones de arroz con leche así como el concurso y, sobre las 14 horas, la entrega de premios. En el año 2004 fue declarada como de interés turístico regional.
- Datos: Q8961531